# Władysław Morawski (fotoreporter)
Władysław Morawski znany także jako Otek (ur. 13 czerwca 1943, zm. 15 maja 2014 w Katowicach) – polski fotoreporter.

## Życie i działalność
Zawód fotografa zdobył w liceum fotograficznym w Piotrowicach. Debiutował zdjęciem Daniela Olbrychskiego w „Gwarku Tarnogórskim”, mając 22 lata. W 1966 r., rozpoczął pracę fotoreportera w „Dzienniku Zachodnim”, a następnie w 1972 r. związał się z „Trybuną Robotniczą”, skąd został usunięty w 1982 r. Później w latach 1990-2004 pracował dla „Trybuny Śląskiej”, a w latach 2004-2008 ponownie dla „Dziennika Zachodniego”. W 2008 r. przeszedł na emeryturę. W 2013 r. został laureatem nagrody Wielki Splendor Śląskiej Fotografii Prasowej.